# Camacite
La camacite è un minerale scoperto nel 1861 nell'isola di Disko in Groenlandia. Il nome deriva dalla parola greca kamask che significa asta, stecca. È una lega naturale di ferro e nichel. La specie è stata non più accettata dall'IMA in quanto è ritenuta una varietà di ferro nativo ricca di nichel.

## Giacitura
È il principale costituente delle meteoriti ferrose.

## Forma in cui si presenta in natura
Si presenta in masse compatte ed uniformi.